# Alexander Georg von Bulmerincq
Alexander Georg von Bulmerincq (* 16. August 1909 in Jurjew; † 1945 bei Posen) war ein deutsch-baltischer Orientalist und Dolmetscher.
Bulmerincq war der Sohn des Alttestamentlers Alexander von Bulmerincq und seiner Frau Marie, geb. von Stiernheim. Sein Urgroßvater war der Arzt Michael von Bulmerincq. Er legte in Dorpat sein Abitur ab und studierte an der Eberhard Karls Universität Tübingen Orientalistik. Hier wurde er Mitglied der Landsmannschaft Schottland. Er war ein Schüler Enno Littmanns und schloss das Studium als Magister ab. Sein Promotionsvorhaben bei Littmann konnte er aufgrund des Kriegsdienstes nicht mehr beenden.
Bulmerincq wurde als Dolmetscher ausgebildet und im Oktober 1942 zur Wehrmacht eingezogen. Im Zweiten Weltkrieg wurde er dann zunächst in Nordafrika eingesetzt, wo er als Chefdolmetscher des Generalfeldmarschalls Erwin Rommel fungierte. Nach der Kapitulation in Nordafrika kam er an die Ostfront. 1945 fiel Alexander von Bulmerincq bei einem Gefecht bei Posen.

## Veröffentlichungen
- Zum Gebrauch des Imperativus Futuri und des imperativischen Infinitivus bzw. Accusativus cum Infinitivo in den dorischen Inschriften. Dorpat 1932
- Orientalistika õpingud Tartu rootsiaegses ülikoolis. Tartu 1932
- Hans Wehr (Hrsg.), mit Benutzung der Vorarbeiten von A. v. Bulmerincq: Altarabische Erzählungen. Wunderbare Erlebnisse, seltsame Begebnisse. Wiesbaden 1956, ISBN 3-88400-134-5